# Hans de Haan
Hans Idskes de Haan (Langezwaag, 16 maart 1925 – Meppel, 1 juni 2006) was een Nederlands politicus. Hij was lid van de VVD.

## Leven en werk
De Haan volgde opleidingen aan de ulo in Gorredijk, de politieacademie en de HBS. Hij studeerde vervolgens sociologie aan de Rijksuniversiteit Groningen. Na zijn studie was hij onder andere werkzaam bij de Volkshogeschool in Bakkeveen. In 1962 werd hij adjunct-directeur bij het provinciale bureau van het toenmalige ministerie van CRM in Leeuwarden. Halverwege de jaren zestig werd hij ambtenaar bij de gemeente Zwolle
Na zijn werk in Zwolle werd hij benoemd tot burgemeester van Borculo waar hij van 1968 tot 1971 bleef. Daarna was hij tot 1980 burgemeester van Harlingen en tevens Provinciale Statenlid namens de VVD in Friesland. Van 1980 tot 1984 was hij burgemeester van Den Helder. Na zijn pensionering bleef De Haan actief als voorzitter van de Friese Ziekenhuizen en de Friese VVV. Ook was hij president-commissaris van de Friese Uitvaartvereniging (FUV). 